# Arnaut de Mareuil
Arnaut de Mareuil (tardo XII secolo) è stato un poeta, scrittore e trovatore originario del Périgord che compose poesie liriche in occitano.

## Biografia
Il suo nome indica che era originario di Mareuil-sur-Belle (Dordogna) nel Périgord. Si dice che fosse un «chierico», nato in una famiglia povera; si stabilì nelle corti di Tolosa e poi di Béziers. Sembra che amasse la contessa Adelaide di Burlais (Azalais de Toulouse), figlia di Raimondo V di Tolosa, sposata a Ruggero II d'Albì (Roger II Trencavel), e le 25 (o forse 29) poesie di Arnaut rimasteci possono essere considerate una sequenza che racconta il suo amore. Alfonso II d'Aragona fu suo rivale per quanto riguarda gli affetti di Adelaide, e secondo il razó di una delle poesie di Arnaut, il re geloso la persuase di rompere l'amicizia con Arnaut. Lui fuggì a Montpellier, dove trovò la protezione del conte Guglielmo VIII.

### Biografia antica
Arnautz de Maruoill si fo de l'evescat de Peiregors, d'un chastel que a nom Maruoill, e fon clergues de paubra generation. E car no podia viure per las soas letras, el s'en anet per lo mon. E sabia ben trobar e s'entendia be. Et astre et aventura lo condus en la cort de la la comtessa de Burlatz, qu'era filla del pro comte Raimon, muiller del vescomte de Bezers, que avia nom Taillafer. Aquel N'Arnautz si era avinenz hom de la persona e cantava trop ben e lesia romans. E la comtessa si·l fasia gran ben e gran honor. Et aquest s'enamora d'ella e si fasia cansos de la comtessa, mas non las ausava dire ad ella ni a negun per nom qu'el las agues faitas, anz disia q'autre las fasia. Mas si avenc c'amors lo forsa tant qu'el fetz una canson, la qual comensa: «La franca captenenssa». Et en aquesta canson el li descobri l'amor qu'el li avia. E la comtessa no·l esquiva, anz entendet sos precs e los receup e los grazi. E garni lo de grans arnes e fetz li gran honor e det li baudesa de trobar d'ella; e venc honratz hom de cort. E si fetz mantas bonas chansos de la comtessa, las quals cansos mostren que n'ac de grans bens e de grans mals.

## Opere
Oltre alle poesie cortesi, sono sopravvissuti un poemetto didattico dedicato al re d'Aragona, ricco di note di costume interessanti che riguardano le qualità ed i valori della vita di società; cinque epistole d'amore, genere di cui fu uno dei maggiori rappresentanti.
Arnaut de Mareuil era meno famoso del suo contemporaneo Arnaut Daniel, ma si dice che lo superasse per la elegante semplicità delle forme e per la delicatezza dei sentimenti.